# Indische bonte specht
De Indische bonte specht (Leiopicus mahrattensis synoniem:Dendrocopos mahrattensis) is een vogel uit de familie Picidae (Spechten).

## Verspreiding en leefgebied
Deze soort komt wijdverspreid voor in Azië en telt twee ondersoorten:
- L. m. mahrattensis pallescens: oostelijk Pakistan en noordwestelijk India.
- L. m. mahrattensis: van India tot zuidwestelijk China, Cambodja, Myanmar en Sri Lanka.